# Aleja Papieża Jana Pawła II (Stettin)
Die Aleja Papieża Jana Pawła II ist eine Prachtstraße in Stettiner Stadtsiedlung Centrum des Bezirks Śródmieście. Die Allee ist 1,18 km lang und verläuft von Südosten nach Nordwesten. Sie verbindet das Plac Żołnierza Polskiego mit dem Plac Armii Krajowej. Auf seiner gesamten Länge ist sie Teil des Goldenen Wegs, einer touristischen Route, die das Stettiner Schloss mit dem Siebenmühlental verbindet.

## Geschichte

### Vorkriegszeit
Im Jahr 1864 erstellte der Stadtplaner James Hobrecht ein Konzept für die Bebauung des nach der Auflösung des Forts Wilhelm entstandenen Gebiets, das sich in der Nähe des heutigen Plac Grunwaldzki sowie auf dem Gelände des parzellierten Friedrichschofs nördlich des Forts befand. Hobrecht vollendete den Bebauungsplan im Jahr 1874 und entwarf einen Grundriss aus polygonalen Plätzen mit radial abzweigenden Straßen, von denen die wichtigste die Straße mit der Nummer 30 werden sollte. Ursprünglich sollte die Straße in Anlehnung an eine Straße ähnlicher Lage und Bedeutung in Berlin Lindenstraße heißen, wurde aber 1877 zu Ehren von Kaiser Wilhelm I. Hohenzollern in Kaiser-Wilhelm-Straße umbenannt. Nach dem Stadtentwicklungsplan von 1880 sollte die Straße am Königsplatz beginnen, über den Kaiser-Wilhelm-Platz, dann an der Kreuzung mit der Deutschen Straße über den polygonalen Ludwigplatz und an der Quistorpaue über den K.-Platz führen. Unter Ausnutzung der Möglichkeit, die Straße durch bisher unbebaute Grundstücke abzustecken, wurde ein breiter Bereich für die Straße reserviert, der es ermöglichte, sie in der Zukunft erheblich zu verbreitern, einschließlich der Ausweisung von markanten Vorgärten zwischen der Fahrbahn und den Gebäuden im nördlichen Teil der Straße.
Im Jahr 1882 wurde der Verlauf der Straße geändert, indem sie verkürzt und ihre Breite endgültig festgelegt wurde. Der Abschnitt südlich des Kaiser-Wilhelm-Platzes wurde auf eine Breite von 48 m begrenzt – die Straße umfasste 4 m breite Fußgängerwege, zwei Fahrbahnen von je 10 m und in der Mitte eine Reitbahn. Die Erdgeschosse der entlang dieses Abschnitts errichteten Mietshäuser wurden für Geschäfte und Dienstleistungen genutzt. Der Abschnitt nördlich des Platzes wurde in einem 59 m breiten Streifen angelegt, mit Vorgärten an den Rändern vor den Häusern, die fast ausschließlich Wohnzwecken dienten (Geschäfte und Cafés waren nur in den Eckhäusern vorgesehen).

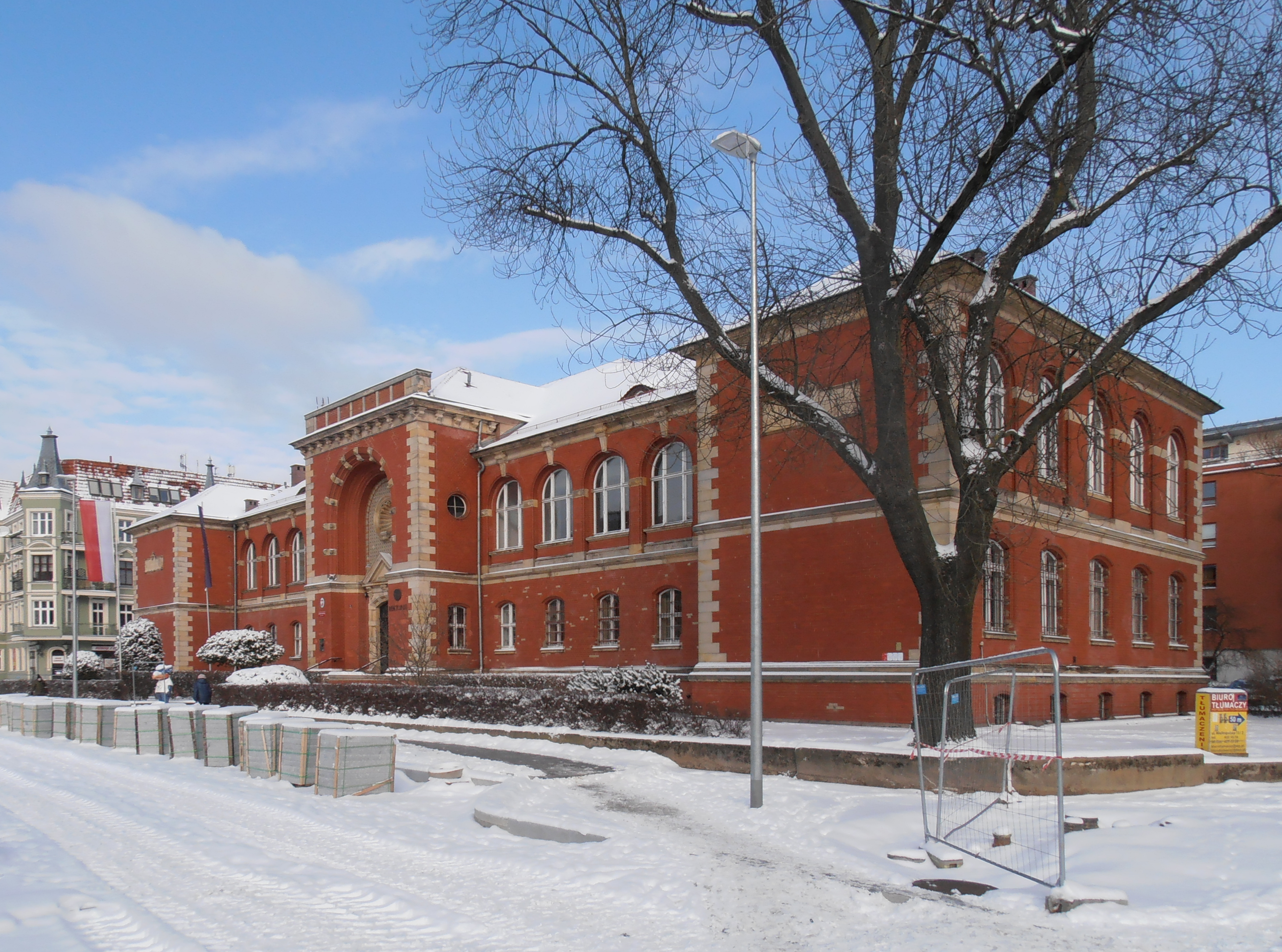
Rektorat der Universität Stettin

Zwischen 1886 und 1888 wurde an der Straße ein repräsentatives Gebäude des König-Wilhelms-Gymnasiums nach Plänen von Richard Rönnebeck errichtet (heute das Rektorat der Universität Stettin), und im folgenden Jahrzehnt begann die Bebauung der an die Straße angrenzenden Viertel mit mehrstöckigen Mietshäusern. Ein Beispiel für ein Haus aus dieser Zeit ist das eklektische Mietshaus August Mintz aus dem Jahr 1898.
1914 wurde das Grundstück Nr. 37 an der Ecke Kaiser-Wilhelm-Straße/Preußische Straße mit dem Gebäude des Finanzamtes Stettin Nord bebaut. Der Bau der Gebäude entlang der Straße war im Wesentlichen 1924 abgeschlossen. Die Häuser hatten einen luxuriösen Charakter – sie waren mit tiefen Balkonen, Erkern, Türmchen, Zeltdächern und reich verzierten Fassaden geschmückt, unter anderem mit Wänden, die mit glasierten Ziegeln in kontrastierenden Farben verkleidet waren. Zwischen 1924 und 1927 wurde am nördlichen Ende der Straße in mehreren Etappen ein neobarockes Gebäude errichtet, das von Georg Steinmetz für die pommersche Landesverwaltung entworfen wurde (die heutige Stettiner Stadtverwaltung).

### Zweiter Weltkrieg
Die ersten Schäden an der Straße wurden durch einen Luftangriff in der Nacht vom 5. auf den 6. Januar 1944. Die Gebäude entlang der Straße wurden stark beschädigt, und der südliche Teil der Straße in der Nähe des Augusta Platzes wurde in der Nacht vom 16. auf den 17. August 1944 bei einem Teppichangriff fast vollständig zerstört.

### Zeit der Polnischen Volksrepublik

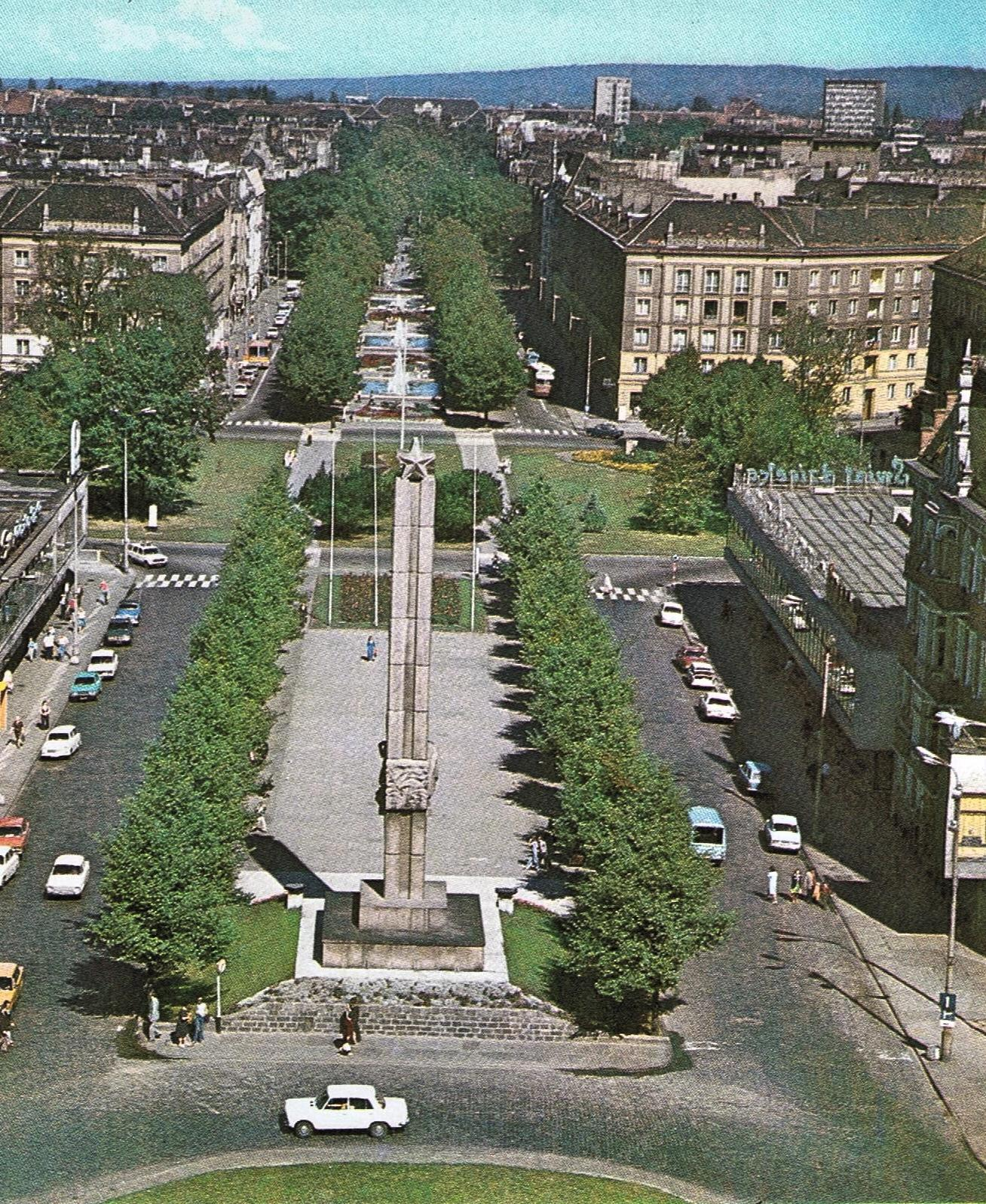
Aleja Jedności Narodowej mit dem Denkmal der Dankbarkeit für die Sowjetarmee und dem Innerstädtischen Wohnviertel (1978)

Nach dem Ende des Zweiten Weltkriegs war die Kaiser-Wilhelm-Straße eine der ersten Straßen, die von den in der Stadt ankommenden Polen bevölkert wurde und eine der ersten Straßen, die einen polnischen Namen erhalten hat: Aleja Jedności Narodowej. Am 5. Juli 1945 wurde das Gebäude der ehemaligen Landesregierung vom ersten polnischen Stadtrat unter der Leitung von Bürgermeister Piotr Zaremba besetzt. Am 15. Juli 1945 wurde auf dem nahe gelegenen Jasne Błonia eine Messe gefeiert, nach der ein feierlicher Marsch der Teilnehmer durch die Aleja Jedności Narodowej zum Plac Grunwaldzki stattfand. Im Jahr 1947 befanden sich in der Allee eine Reihe von Einrichtungen: Außerordentliche Wohnungskommission (Nr. 31), Bezirksarbeitsinspektion (Nr. 31), Bezirksgewerkschaftskommission (Nr. 31), Steuerkammer (Nr. 37), 1. Finanzamt (Nr. 37), Sozialversicherungsamt (Nr. 12).
Im Jahr 1950 wurde an der Einmündung der Allee zum Plac Żołnierza Polskiego ein Denkmal der Dankbarkeit für die Sowjetarmee in Form eines Obelisken mit dem roten Sowjetstern errichtet.
Die neue Stadtverwaltung beschloss, einen Teil der Allee in die Planung des Wohnviertels Śródmiejska Dzielnica Mieszkaniowa (Innerstädtischer Wohnviertel) nach dem Vorbild des Warschauer Wohnviertels Marszałkowska Dzielnica Mieszkaniowa einzubeziehen. Die Architekten: Henryk Nardy, W. Adamczyk und Emanuel Maciejewski entwarfen zwischen 1952 und 1954 zwei fünfstöckige sozrealistische Blöcke mit Schrägdächern, die anstelle der im Krieg abgerissenen Mietshäuser auf dem Abschnitt vom Plac Grunwaldzki bis zum Plac Lotników errichtet wurden. Die Bauarbeiten wurden 1958 abgeschlossen. Es handelte sich um die ersten Wohngebäude, die nach dem Ende des Zweiten Weltkriegs in der Stadt errichtet wurden.
In den 1970er Jahren wurde der zentrale Teil der Allee vom Plac Lotników bis zum Plac Grunwaldzki zu einer „Brunnenallee“ umgestaltet. Direkt vom Plac Grunwaldzki wurde am 19. Juni 1980 ein Denkmal für einen Matrosen von Ryszard Chachulski errichtet.

### Nach dem Runden Tisch

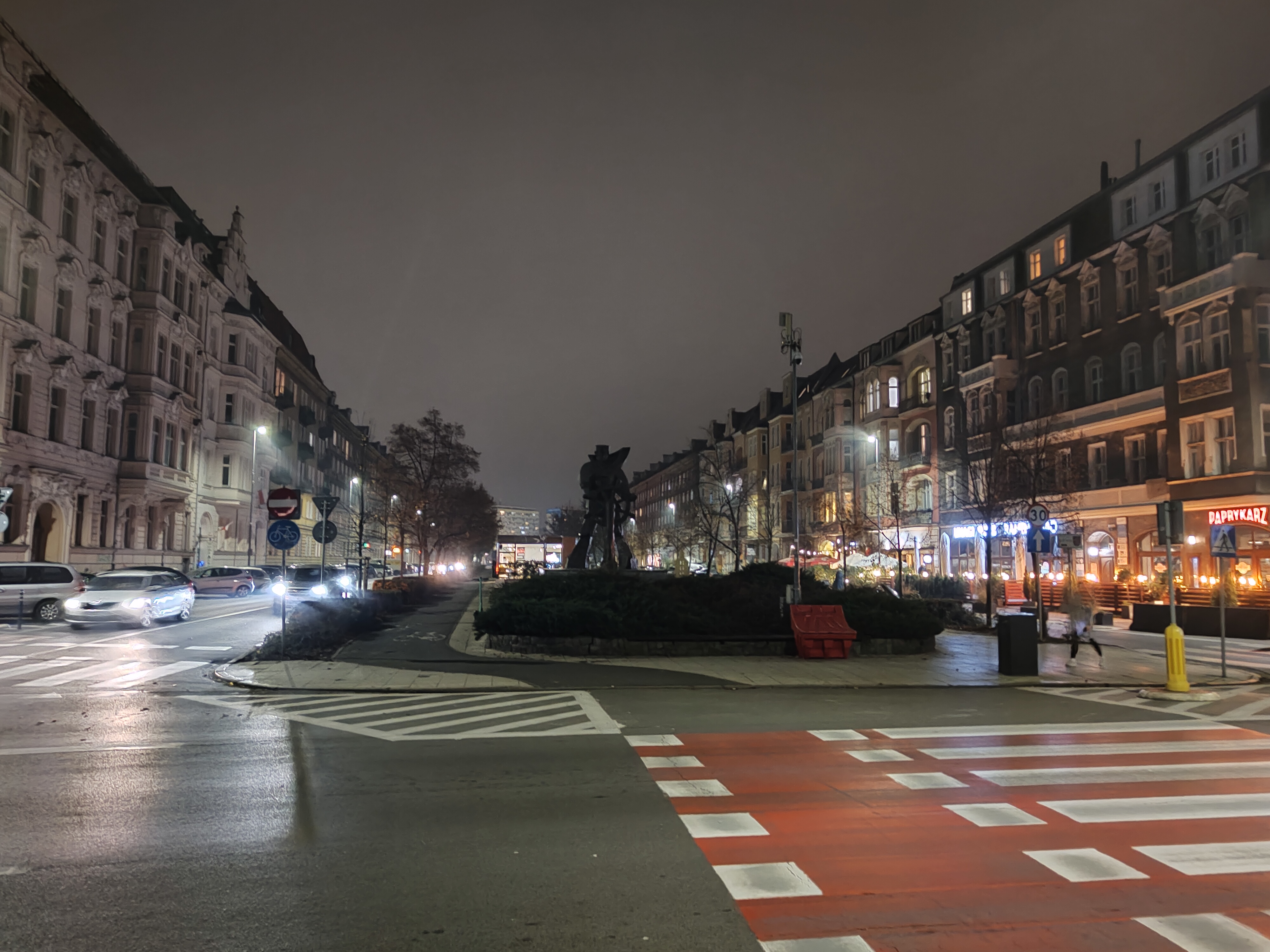
Nachtaufnahme 2022

Durch den Beschluss Nr. X/284/07 des Stettiner Stadtrats vom 11. Juni 2007 wurde die Aleja Jedności Narodowej in Aleja Papieża Jana Pawła II umbenannt.
Im Jahr 2006 wurde eine Renovierung der Brunnen auf dem als „Brunnenallee“ bekannten Abschnitt durchgeführt. Im Jahr 2015 wurde im Rahmen des Programms „Grüne Vorgärten von Stettin“ das historische Aussehen der Blumenbeete vor den Stadthäusern 13, 14, 15 und 17 wiederhergestellt. Im Jahr 2016 wurden auch die Blumenbeete vor den Mietshäusern Nr. 18, 19, 20, 21, 22, 32, 33, 34 und 36 restauriert.
Am 6. Februar 2020 wurde eine Ausschreibung für Renovierungsarbeiten auf dem Abschnitt vom Plac Grunwaldzki bis zum Plac Armii Krajowej veröffentlicht. Der Umfang der Arbeiten umfasste den Austausch des Kopfsteinpflasters aus der Vorkriegszeit durch neues Pflaster, die Modernisierung des zentralen Fußgängerwegs zwischen den Fahrbahnen und Gehwegen und der unterirdischen Versorgungsleitungen. Die Ausschreibung hat das Konsortium Roverpol und Rover Infraestructuras gewonnen, das die Arbeiten bis Mitte Oktober 2021 abschließen sollte. Der sanierte Abschnitt der Allee wurde jedoch mit Verspätung – am 1. April 2022 – in Betrieb genommen.

## Bebauung und Gestalt
Der erste Abschnitt der Allee, vom Plac Żołnierza Polskiego bis zum Plac Lotników, ist fast vollständig mit Nachkriegsbauten bebaut. Nur auf der rechten Seite dieses Abschnitts ist ein Mietshaus, Nr. 2, erhalten geblieben. Zwischen dem Plac Lotników und dem Plac Grunwaldzki befinden sich auf beiden Seiten der Straße Wohnblöcken aus den 1950er Jahren und einige erhaltene Mietshäuser. Zwischen dem Plac Grunwaldzki und der Ulica Mazurska sowie zwischen der Ulica Mazurska und der Ulica Wielkopolska stehen nur vier- und fünfstöckige Mietshäuser. Der nächste kurze Abschnitt von der Ulica Wielkopolska bis zur Ulica Niedziałkowskiego hat einen etwas anderen Charakter: auf der linken Seite befindet sich ein Feuerlöschbecken, auf der rechten Seite das Gebäude des Rektorats der Universität Stettin. Der letzte Abschnitt der Allee zwischen der Ulica Niedziałkowskiego und der Ulica Felczaka ist mit modernistischen Mietshäusern auf der linken Seite und einem Wohnblock auf der rechten Seite bebaut. Die Perspektive der Straße wird im Norden durch das Gebäude der Stettiner Stadtverwaltung und im Süden durch zwei Hochhäuser (vor dem Zweiten Weltkrieg durch Graues Schloß) am Plac Żołnierza Polskiego  abgeschlossen.

Das Gestalt des zentralen Teils der Allee variiert von Abschnitt zu Abschnitt. Zwischen dem Plac Żołnierza Polskiego und dem Plac Lotników wird der Raum zwischen den Fahrbahnen vom Plac Adamowicza eingenommen. Vom Plac Lotników bis zum Plac Grunwaldzki ist der zentrale Abschnitt in Form einer Promenade mit Brunnen gestaltet; diesen Abschnitt nennt man umgangssprachlich „Brunnenallee“. Die Dominante dieses Abschnitts ist die Statue eines Matrosen am Ausgang der Allee zum Plac Grunwaldzki. Vom Plac Grunwaldzki bis zur Ulica Wielkopolska wird der mittlere Teil von einem Fußgänger- und Radweg gebildet. Der mittlere Teil des letzten Abschnitts der Allee wurde nach dem Zweiten Weltkrieg von Blumenbeeten und dem Denkmal des Pommerschen Greifen eingenommen, aber mit der letzten Sanierung der Allee wurde auch dieser in einen Fußgänger- und Radweg umgewandelt.

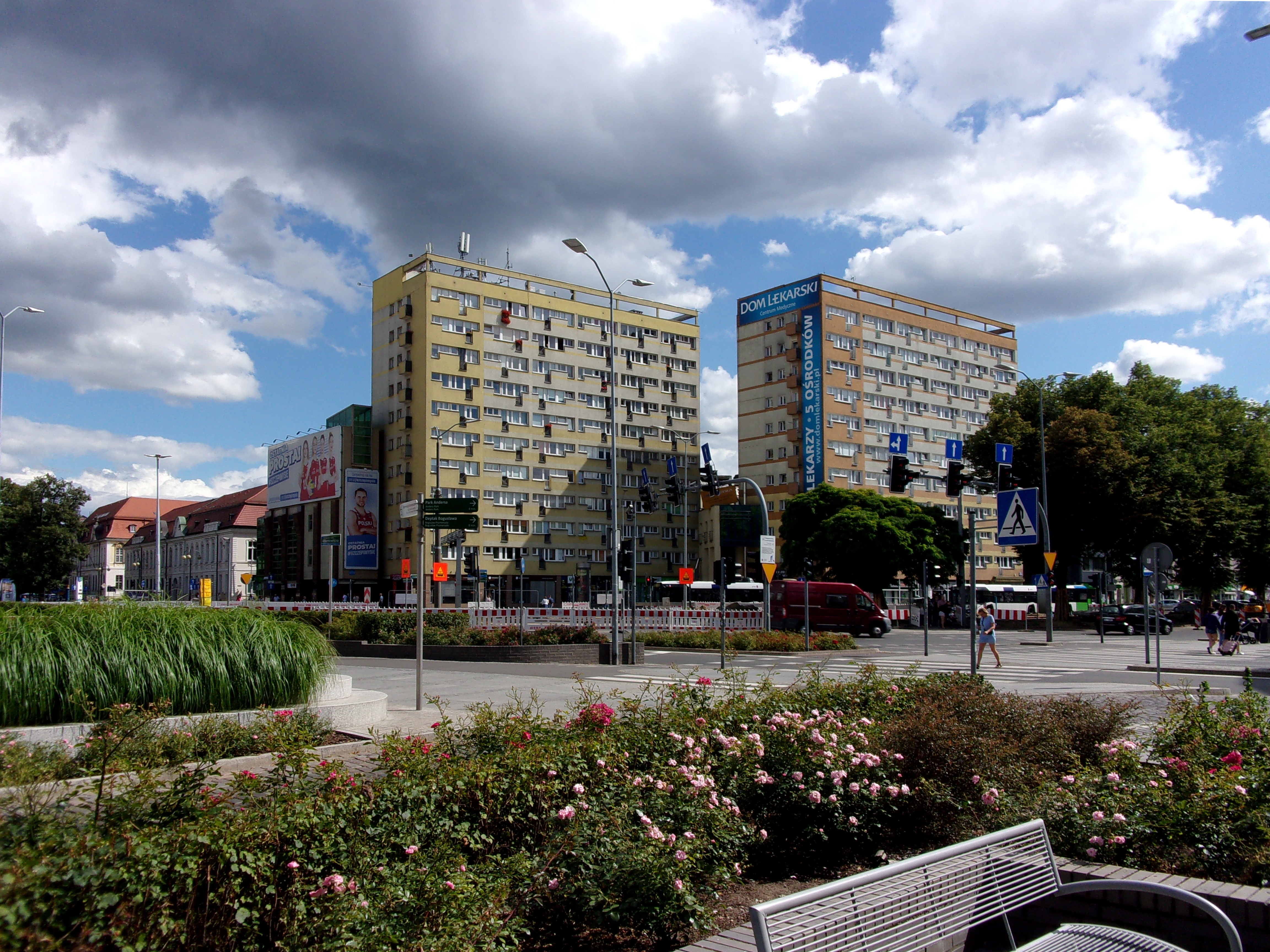
Aleja Jana Pawła II am Plac Żołnierza Polskiego
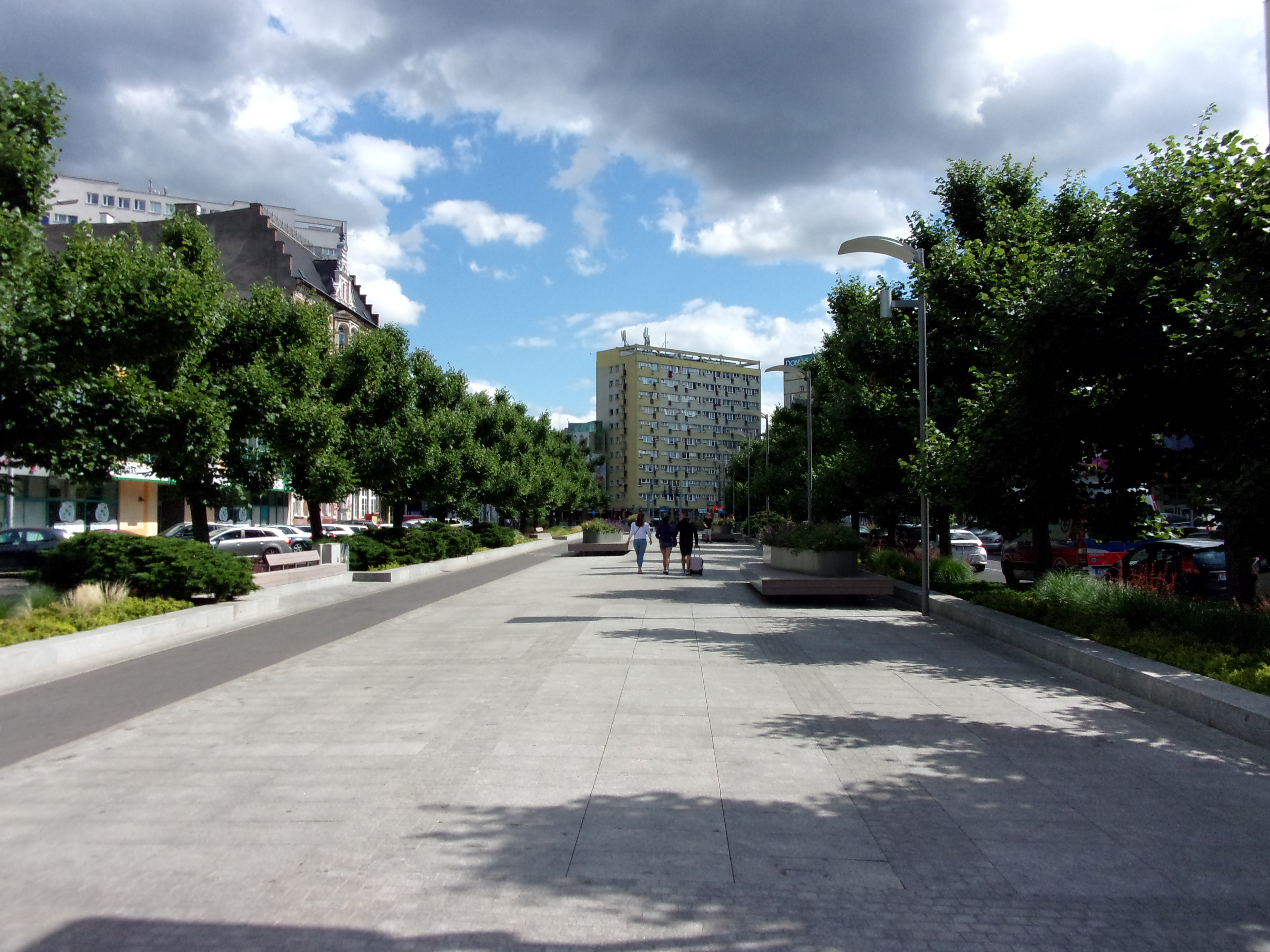
Plac Pawła Adamowicza
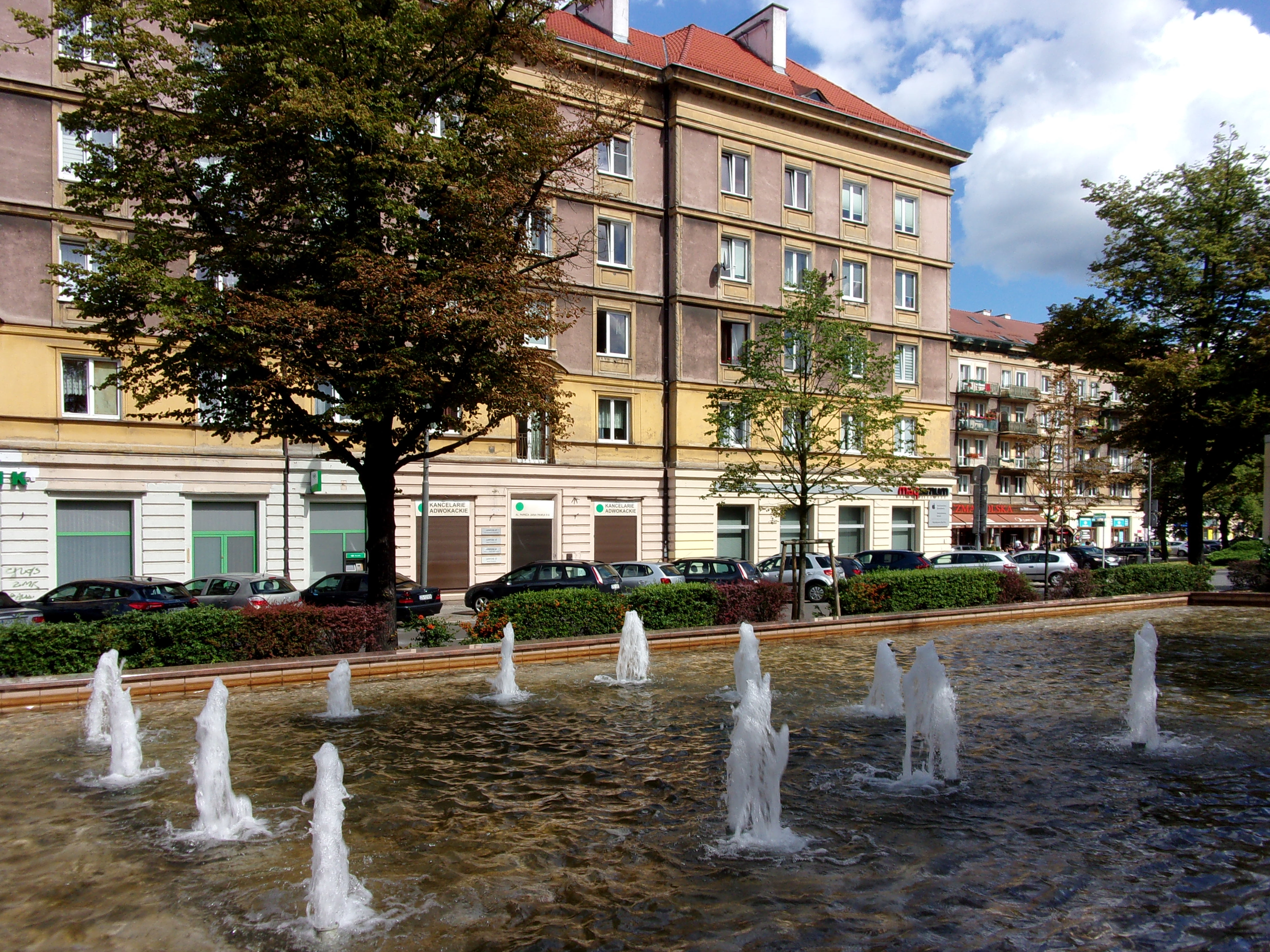
„Brunnenallee“
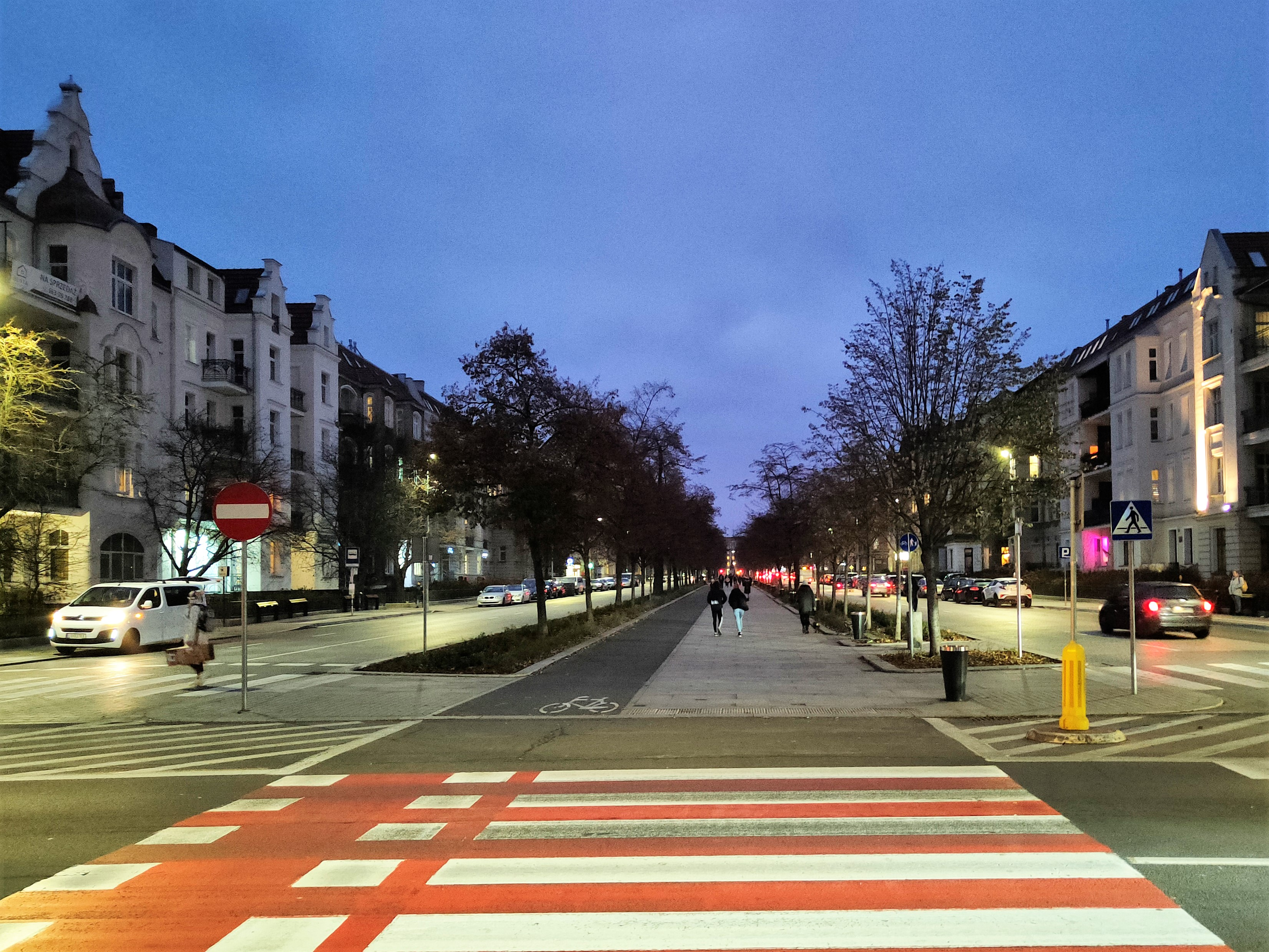
Blick vom Plac Grunwaldzki in Richtung der Ulica Mazurska
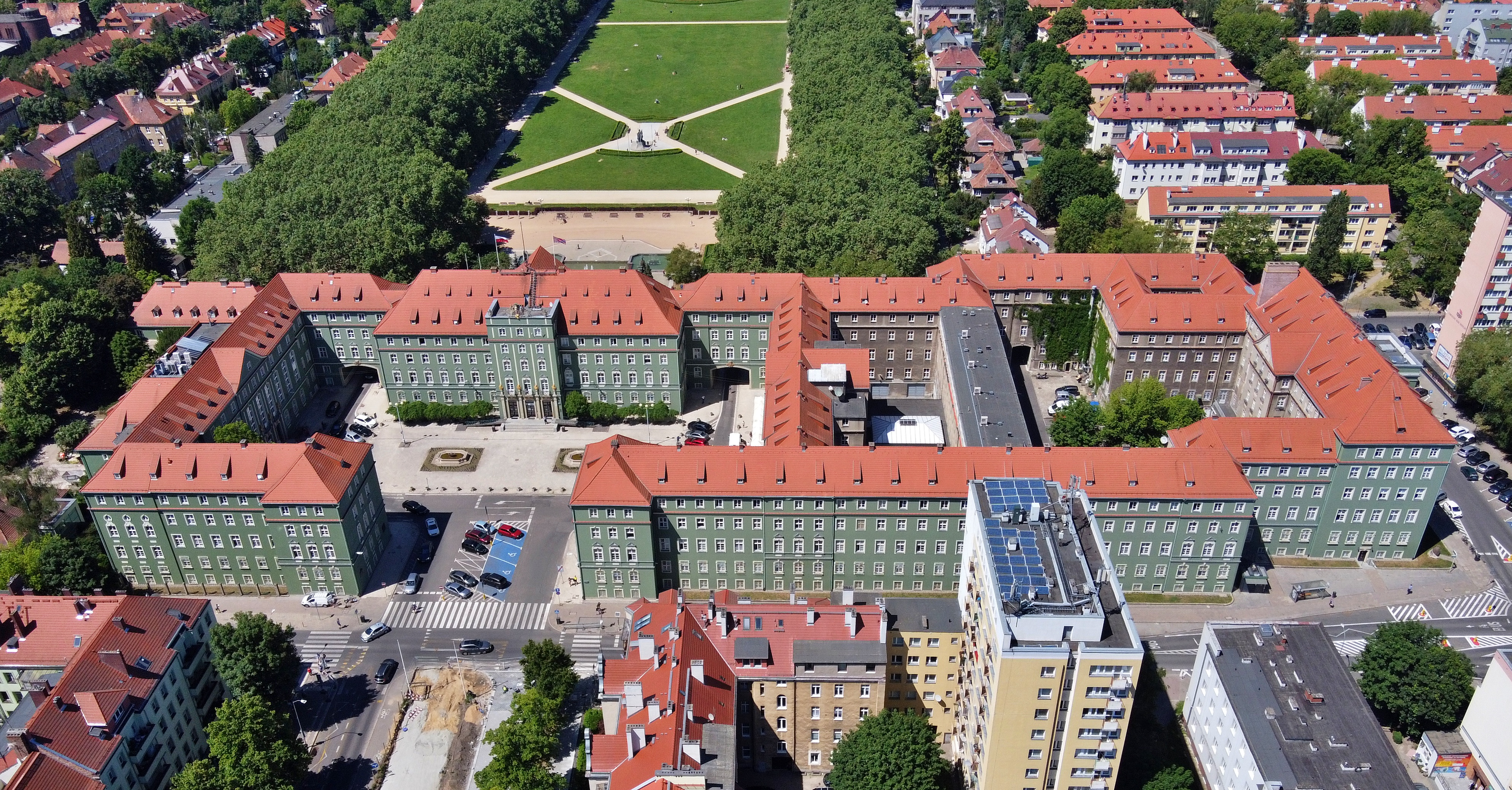
Stettiner Stadtverwaltung (ehemaliges Pommersches Landeshaus) am Plac Armii Krajowej

## Denkmalgeschützte Gebäude
| Gebäude und Standort                                         | Beschreibung, Form des Schutzes                                                             | Bild     |
| Ostseite                                                     | Ostseite                                                                                    | Ostseite |
| ------------------------------------------------------------ | ------------------------------------------------------------------------------------------- | -------- |
| Mietshaus Aleja Jana Pawła II 2                              | gemeindliches Denkmalregister                                                               |          |
| Block der ŚDM Aleja Jana Pawła II 5–10 Ulica Mazurska 45–46a | gemeindliches Denkmalregister                                                               |          |
| Mietshaus Aleja Jana Pawła II 11                             | Polnisches Denkmalregister Nr. 814 vom 22. Oktober 1976                                     |          |
| Mietshaus Aleja Jana Pawła II 12                             | gemeindliches Denkmalregister                                                               |          |
| Mietshaus Aleja Jana Pawła II 13                             | gemeindliches Denkmalregister                                                               |          |
| Mietshaus Aleja Jana Pawła II 15                             | gemeindliches Denkmalregister                                                               |          |
| Mietshaus Aleja Jana Pawła II 16                             | gemeindliches Denkmalregister                                                               |          |
| Mietshaus Aleja Jana Pawła II 17                             | gemeindliches Denkmalregister                                                               |          |
| Mietshaus Aleja Jana Pawła II 18                             | gemeindliches Denkmalregister                                                               |          |
| Mietshaus Aleja Jana Pawła II 19                             | gemeindliches Denkmalregister                                                               |          |
| Mietshaus Aleja Jana Pawła II 22                             | gemeindliches Denkmalregister                                                               |          |
| Schulgebäude Aleja Jana Pawła II 22                          | Rektorat Uniwersytetu Szczecińskiegopolnisches Denkmalregister Nr. 119 vom 18. März 2003    |          |
| Mietshaus Aleja Jana Pawła II 23                             | gemeindliches Denkmalregister                                                               |          |
| Mietshaus Aleja Jana Pawła II 27                             | gemeindliches Denkmalregister                                                               |          |
| Mietshaus Aleja Jana Pawła II 28                             | gemeindliches Denkmalregister                                                               |          |
| Mietshaus Aleja Jana Pawła II 29                             | gemeindliches Denkmalregister                                                               |          |
| Westseite                                                    |                                                                                             |          |
| Mietshaus Aleja Jana Pawła II 31                             | gemeindliches Denkmalregister                                                               |          |
| Mietshaus Aleja Jana Pawła II 35                             | gemeindliches Denkmalregister                                                               |          |
| Mietshaus Aleja Jana Pawła II 29                             | gemeindliches Denkmalregister                                                               |          |
| Bürogebäude Aleja Jana Pawła II 37–37a                       | Komisariat Policji Szczecin Niebuszewopolnisches Denkmalregister Nr. 388 vom 15. April 2009 |          |
| Mietshaus Aleja Jana Pawła II 38                             | gemeindliches Denkmalregister                                                               |          |
| Mietshaus Aleja Jana Pawła II 41                             | gemeindliches Denkmalregister                                                               |          |
| Mietshaus Aleja Jana Pawła II 41                             | gemeindliches Denkmalregister                                                               |          |
| Mietshaus August MintzAleja Jana Pawła II 42                 | polnisches Denkmalregister Nr. 862 vom 3. November 1976                                     |          |
| Innenraum der Apotheke Aleja Jana Pawła II 42                | polnisches Denkmalregister Nr. 862 vom 3. November 1976                                     |          |
| Mietshaus Aleja Jana Pawła II 43                             | gemeindliches Denkmalregister                                                               |          |
| Mietshaus Aleja Jana Pawła II 45                             | gemeindliches Denkmalregister                                                               |          |
| Block der ŚDM Aleja Jana Pawła II 46–49b                     | gemeindliches Denkmalregister                                                               |          |

## TERYT-Datenbank
Angaben des Główny Urząd Statystyczny aus dem Datenbank TERYT, Straßenverzeichnis (ULIC):
- Woiwodschaft: ZACHODNIOPOMORSKIE (32)
- Kreis: Szczecin (3262)
- Gemeinde/Bezirk/Delegation: Szczecin (3262011) gmina miejska (Stadtgemeinde)
- Miejscowość podstawowa: Szczecin (0977976) miasto (Stadt)
- Kategorie/Art: ulica (Straße)
- Straßenname: al. Papieża Jana Pawła II (07125).